# Droit à un environnement propre, sain et durable
Le droit à un environnement propre, sain et durable est une notion reconnue par les Nations unies comme un droit fondamental de tout être humain, par une résolution de l'Assemblée générale et précédemment du Conseil des droits de l'Homme.

## Conseil des droits de l'Homme
Le 8 octobre 2021, le Conseil des droits de l'homme des Nations unies (CDH) a adopté la résolution HRC/RES/48/13, intitulée Le droit humain à un environnement propre, sain et durable, qui l’exercice du droit de bénéficier d’un environnement propre, sain et durable est un élément important de la jouissance des droits de l’homme,.
Elle incite les États à renforcer leurs efforts pour la protection de l'environnement, à coopérer étroitement entre eux et à intégrer des instruments de protection dans leur droit et leurs politiques nationales, et à reconnaitre ce droit. 
Le Conseil des droits de l'Homme est un organe subsidiaire de l'Assemblée générale des Nations Unies, dont les 47 membres sont élus par elle, qui existe depuis 2006. Il a faculté d'adopter des textes non contraignants juridiquement.
La résolution 48/13 a été adoptée lors de la 48e session du CDH, marquant la première fois que cette instance reconnaissait un droit de l'homme dans une résolution,. Le brouillon de résolution a été présenté par le groupe central composé du Costa Rica (rédacteur), du Maroc, de la Slovénie, de la Suisse et des Maldives. Le vote a été adopté avec 43 vote pour, 0 vote contre et 4 abstentions (Chine, Inde, Japon et Fédération de Russie).

## Assemblée générale des Nations unies
La résolution en elle-même n'est pas juridiquement contraignante, mais elle « invite l'Assemblée générale des Nations unies à se pencher sur la matière » (le droit de l'homme à un environnement propre, sain et durable).
Le 22 juillet 2022, durant sa 76e session ordinaire, l'Assemblée générale a adopté la résolution 76/300, reconnaissant le droit à un environnement propre, sain et durable comme un droit fondamental de tous les êtres humains,.
Elle considère également que l'accès à l'environnement propre, sain et durable s'inscrit pleinement dans le droit international, et que sa promotion passe par la mise en œuvre stricte des accords multilatéraux et des obligations des États en vertu du droit international humanitaire. Elle incite tous les États, les organisations internationales, les entreprises et toutes les personnes intéressées à renforcer leurs efforts pour garantir ce droit, notamment en améliorant la coopération internationale.
Dans son préambule, la résolution a reconnu que la jouissance de ce droit est compromis par l'impact du réchauffement climatique, la mauvaise gestion des ressources naturelles, des déchets et de produits chimiques, la pollution de l'air, des sols et de l'eau, et leurs conséquences sur la biodiversité et le déclin des services écosystémiques. Elle affirme que les dommages à l'environnement a des effets négatifs sur l'exercice effectif de tous les droits humains.
Elle note également que certains États et certaines populations, notamment les femmes et les filles, sont plus vulnérables et plus exposé aux effets des atteintes à l'environnement, et que la communauté internationale devait leur apporter un soutien et une attention particulière.
La résolution a été présentée en juin 2022 par le Costa Rica, les Maldives, le Maroc, la Slovénie et la Suisse et parrainée par plus de 100 pays.
Bien que la résolution ne soit pas contraignante juridiquement, elle a été saluée par la Haute-Commissare des Nations unies aux droits de l'homme, Michelle Bachelet, différents rapporteurs spéciaux, et diverses organisations de la société civile,. Le Secrétaire général António Guterres a salué l'adoption de la résolution, constituant une « étape historique » mais que ce n'était « que le début ». 